# Bernard de Lattre de Tassigny
Bernard de Lattre de Tassigny (11 de fevereiro de 1928 - 30 de maio de 1951) foi um oficial do exército francês que lutou durante a Segunda Guerra Mundial e a Primeira Guerra da Indochina. Bernard de Lattre recebeu várias medalhas durante sua carreira militar, incluindo a Médaille militaire. Ele foi morto em combate aos 23 anos, lutando perto de Ninh Binh durante a Batalha do Rio Day. Na época de sua morte, seu pai, o General Jean de Lattre de Tassigny, era o comandante-em-chefe das forças francesas na Indochina.
A morte de Bernard recebeu ampla cobertura jornalística, com manchetes chamando a atenção para a morte do filho de um general. Sua mãe trabalhou para preservar a memória de seu filho, bem como a de seu marido mais famoso, que morreu em 1952. Seu legado inclui uma capela memorial ao ar livre e um centro em Wildenstein, na Alsácia, França. A morte de Bernard de Lattre é mencionada nas histórias da Primeira Guerra da Indochina e foi comparada às mortes de outros filhos de generais e líderes militares.

## Vida pregressa e Segunda Guerra Mundial
Bernard de Lattre de Tassigny nasceu em 11 de fevereiro de 1928 em Paris, capital da França. Ele era o único filho do soldado francês e futuro herói de guerra e general Jean de Lattre de Tassigny, e sua esposa Simonne de Lamazière, ambos aristocratas franceses.
Bernard tinha 12 anos quando a França foi conquistada pela Alemanha Nazista em julho de 1940 durante a Segunda Guerra Mundial. Seu pai lutou no exército durante a invasão, depois comandando forças na "zona livre" em Montpellier e na Tunísia, mas foi preso por resistir à ocupação militar alemã da França de Vichy em novembro de 1942, e condenado a 10 anos de prisão. Bernard de Lattre, então com 15 anos, ajudou na fuga de seu pai da prisão de Riom em 3 de setembro de 1943. Seu pai foi para Argel via Londres, enquanto Bernard e sua mãe se esconderam. Bernard finalmente escapou da França pelos Pirenéus e cruzou a Espanha para chegar ao norte da África. Lá, como seu pai, juntar-se-ia às forças da França Livre.
Com apenas 16 anos, Bernard recebeu dispensa especial do General Charles de Gaulle para se juntar ao exército reunido para invadir a França e, posteriormente, lutou na libertação do sul da França e também na Alemanha. Ele foi gravemente ferido em 8 de setembro de 1944, em Autun, voltando mais tarde para lutar novamente na Alemanha. Foi por sua atuação nessas campanhas que recebeu a Médaille militaire, o mais jovem a receber aquela medalha, e sua primeira Croix de Guerre.
Após a guerra, Bernard de Lattre estudou na escola militar francesa de armas combinadas (École militaire interarmes, EMIA) a partir de agosto de 1945, treinando na seção de cavalaria blindada. Ele foi promovido a tenente em 26 de novembro de 1948.

## Primeira Guerra da Indochina e morte
Bernard de Lattre serviu no exército francês durante a Primeira Guerra da Indochina, embarcando em Marselha em 1º de julho de 1949. Ele se tornou um comandante de pelotão e depois comandante de esquadrão, e participou da Batalha de Dien Mai. Ele recebeu sua segunda Croix de Guerre durante esta campanha, sendo premiado com a medalha por seu pai em 11 de maio de 1951. Ele foi morto em combate 19 dias depois, perto de Ninh Binh, durante a Batalha do Rio Day. Ele morreu obedecendo às ordens de seu pai para manter a cidade a todo custo; esta batalha obstinadamente travada é creditada por interromper o avanço do general Viet-Minh Vo Nguyen Giap no delta do rio Vermelho naquela época. A citação por suas ações concluiu:
"Ele tombou heroicamente, dando um exemplo das melhores virtudes militares." (Traduzida pela revista Time)
Após a morte de seu filho, seu pai organizou uma missa católica na catedral de Hanói. Dois dias após a batalha, o corpo de Bernard de Lattre foi levado de volta para a França, acompanhado de seu pai, e o jovem soldado foi enterrado com honras militares. Os túmulos dos três de Lattre estão agora localizados lado a lado no cemitério de Mouilleron-en-Pareds, local de nascimento de Jean de Lattre.
A morte de Bernard de Lattre recebeu ampla cobertura da imprensa na época, incluindo artigos no Le Figaro, Le Monde, The New York Times e na revista Time. Seu funeral foi destaque na revista Life como Imagem da Semana. Bernard Fall em seu livro Street Without Joy descreve a morte de Bernard no contexto mais abrangente da batalha pelo delta:
"O ataque inicial do Viet-Minh, iniciado em 29 de maio, beneficiou-se, como quase sempre, da surpresa total. Ao amanhecer, o grosso da 308ª Divisão de Infantaria tomou de assalto as posições francesas em Ninh-Binh e arredores, penetrando na cidade e prendendo os sobreviventes franceses restantes na igreja. Durante aquela primeira noite caótica da batalha, um batalhão de reforços vietnamitas reunidos às pressas da vizinha Nam-Dinh foi lançado na batalha. Uma de suas companhias, chefiada pelo filho único do comandante-em-chefe francês, o Tenente Bernard de Lattre, recebeu ordens de manter a todo custo um forte francês situado em um penhasco com vista para Ninh-Binh. Apesar do intenso bombardeio de morteiros, a companhia de de Lattre resistiu, mas quando amanheceu, o jovem de Lattre e dois de seus suboficiais jaziam mortos no penhasco. (Antes que a guerra da Indochina terminasse, mais vinte filhos de marechais e generais franceses morreriam nela como oficiais; outros vinte e dois morreram na Argélia mais tarde.)"— Bernard Fall Street Without Joy, pg. 45.

## Condecorações
- 1945 – Médaille militaire
- 1945 – Croix de Guerre 1939–1945
- 1951 – Croix de Guerre des Théatres d'Opérations Exterieures

## Legado
A morte de Bernard de Lattre impactou muito seu pai e sua mãe. Seu pai, em particular, foi profundamente afetado e morreu de câncer menos de oito meses depois. Sua mãe, agora com o nome de Madame la Maréchale após a promoção póstuma de seu marido a Marechal da França, é descrita em um obituário publicado em 2003, como tendo "se dedicado à memória de seu filho e à história de seu marido e dos exércitos que ele havia comandado".
Em 1952, foi publicado um livro de 308 páginas intitulado Un destin héroïque: Bernard de Lattre (Um destino heróico: Bernard de Lattre). O livro é uma coleção de histórias da vida de Bernard, juntamente com as cartas que ele escreveu. O livro foi escrito e editado pelo professor francês de filosofia Robert Garric. Uma outra resposta escrita à morte de Bernard de Lattre foi fornecida por sua mãe em sua obra de dois volumes sobre seu marido: Jean de Lattre: mon mari (Paris, 1972). Neste trabalho, Madame de Lattre escreve sobre a resposta de seu marido à morte de seu filho, mas também escreve sobre seus próprios sentimentos e o idealismo de uma geração de soldados franceses morrendo como seu filho.
Um dos memoriais duradouros de Bernard de Lattre é uma pequena capela ao ar livre na comuna de Wildenstein, no departamento do Haut-Rhin, na Alsácia, no nordeste da França. Agora conhecida como Chapelle Saint-Bernard, esta estrutura foi inaugurada em 1955. É composto por um altar e um pequeno abrigo ao lado de uma pista de caminhada. A construção no local começou em 1954, usando planos aprovados pela Madame de Lattre. O material de construção usado foi arenito rosa da vizinha Rouffach. O local é dedicado à memória de Bernard de Lattre, seu pai Jean de Lattre e às forças francesas que lutaram na área em 1944 para libertar a Alsácia dos alemães na Segunda Guerra Mundial. A capela posteriormente caiu em ruínas, mas foi reformada e reinaugurada durante um serviço religioso em 20 de agosto de 2004, dia dedicado a São Bernardo de Clairvaux. Há um serviço anual realizado ali em homenagem a Bernard de Lattre de Tassigny, com a presença de associações de veteranos, dignitários locais e parentes dos de Lattre.
Também localizado em Wildenstein está o Centre Bernard de Lattre, que inclui um memorial a Jean de Lattre. Este memorial foi originalmente localizado na Argélia, mas foi transferido para Wildenstein em 1962, depois que a Argélia conquistou a independência da França. Comemoração adicional do nome de Bernard de Lattre veio quando a turma de 1984-1985 da École Militaire Interarmes, a escola militar na qual ele estudou, foi nomeada "Promoção Tenente Bernard de Lattre de Tassigny" em sua homenagem. Um serviço anual também ocorre nas sepulturas dos de Lattre em Mouilleron-en-Pareds.
Historiadores e outros autores que escreveram sobre a Primeira Guerra da Indochina comentaram sobre o simbolismo da morte de Bernard de Lattre. Em Soldats perdus: de l'Indochine à l'Algérie, dans la tourmente des guerres ("Soldados perdidos: da Indochina à Argélia, no turbilhão das guerras", 2007), a jornalista e autora francesa Hélène Erlingsen diz que a morte de Bernard de Lattre foi um símbolo "do mundo moderno devastado pela guerra" e que sua vida foi "representante do nosso tempo". A morte de Bernard de Lattre foi colocada em contexto em relação a outras mortes nesta guerra, com Brian Moynahan, na obra de 2007, The French century: an illustrated history of modern France ("O século francês: uma história ilustrada da França moderna"), citando a observação de Bernard Fall de que "ao todo 21 filhos de marechais e generais franceses morreram na Indochina".